# Галич
Галич или Халич (на украински: Галич; на полски: Halicz) е град в Украйна, Ивано-Франкивска област, административен център на Галички район.
В града живеят около 8000 души.
Първото му упоменаване датира от 898 г. През Средновековието (в периода 12-14 в.) той е столица на Галицко-Волинското княжество. Той дава името на историческата област в която се намира – Галиция (Галичина).

На територията на града се намира културният резерват „Стария Галич“.
- Църква „Рождество Христово“ (XIV – XV в.)
- Църква „Рождество Христово“ (XIV – XV в.)
- Руини на замък от XIV век
- Руини на замък от XIV век
- Остатки от крепостта на Галицкия замък
- Дървена църква от XVI век
- Църква „Успение на Пресвета Богородица“
- Градска улица
- Панорама на града
- Макет на древния град
- Макет на древния град
- Кметството